# Avertizarea 2 (film din 2005)
Avertizarea 2 (titlul original: în engleză The Ring Two) este un film de groază american din 2005, regizat de Hideo Nakata. Acesta este un sequel pentru filmul din 2002 The Ring, un remake al filmului japonez din 1998 Ringu. În rolurile principale sunt actorii Naomi Watts, David Dorfman, Simon Baker, Elizabeth Perkins și Sissy Spacek.

## Descriere
După evenimentele din The ring,Rachel Keller se mută cu Aidan, fiul ei, într-un orășel din Oregon. Dar teroarea e abia la început atunci când un adolescent moare după vizionarea casetei. Rachel o investighează pe Emily, martora scenei iar aceasta-i spune că a văzut o femeie fantomă. Rachel află că e Samara criminala și observă la fiul ei că e stăpânit de ea.Rachel trebuie s-o înfrunte pe Samara pentru a se putea salva pe ea și pe fiul său.

## Distribuție
- Naomi Watts – Rachel
- Simon Baker – Max Rourke
- David Dorfman – Aidan
- Elizabeth Perkins – Dr. Emma Temple
- Gary Cole – Martin Savide
- Sissy Spacek – Evelyn
- Ryan Merriman – Jake
- Emily VanCamp – Emily
- Kelly Overton – Betsy
- Alexander Ludwig – Young voice phone
- James Lesure – Doctorul
- Mary Elizabeth Winstead – Evelyn tânără
- Kelly Stables – fantoma Samarei Morgan
- Daveigh Chase – Samara
- Cooper Thorton – tatăl lui Emily
- Marilyn Mclntyre – mama lui Emily
- Jessé Burch – reporterul
- Steven Petraca – detectiv
- Michelle Ann Johnson – dădacă
- Jill Farley – a doua dădacă
- Teri Bibb – head nurse
- Mary Elizabeth Winstead-young Evelyn
- Amy Haffner – sora tânără Elizabeth
- Brendan Quinlan – șoferul

## Răspuns critic
The Ring Two a primit în general recenzii negative de la critici, care au lăudat prestația lui Naomi Watts, dar au criticat poveste și scenariul. Filmul are un rating de 20% pe Rotten Tomatoes, în baza a 183 de recenzii, cu consensul: "Ring Two serves up horror cliches, and not even Hideo Nakata, the director of the movies from which this one is based, can save the movie from a dull screenplay full of absurdities." Pe Metacritic filmul are un rating de 44 din 100, în baza a 37 de recenzii de la critici. Roger Ebert, totuși, consideră că filmul este mai bun decât prima parte, notându-l cu 2½ stele și menționând "The charm of The Ring Two, while limited, is real enough; it is based on the film's ability to make absolutely no sense, while nevertheless generating a real enough feeling of tension a good deal of the time."

## Continuări
Paramount Pictures a anunțat cel de-al treilea film The Ring 3D, care va fi regizat de F. Javier Gutiérrez. În august 2014, Paramount negocia cu Akiva Goldsman pentru scrierea celei de-a treia schițe pentru scenariu, asupra căruia anterior au lucrat David Loucka și Jacob Aaron Estes.